# Enispa eosarialis
Enispa eosarialis är en fjärilsart som beskrevs av Walker 1865. Enispa eosarialis ingår i släktet Enispa och familjen nattflyn. Inga underarter finns listade i Catalogue of Life.